# Иоганнес Стабиус
Иоганнес Стабиус (Иоганн Стаб, 1460 год, Hueb на Штайре, Австрия — 1 января 1522 года, Грац) — австрийский учёный, историк, гуманист.

## Биография
Родился в 1460 году в местечке Hueb в Верхней Австрии. Его отец предположительно был слугой местного лесника. О юности Стабиуса неизвестно ничего, кроме того, что он учился в школе в Шлеттштадте. В 1484 году получил степень бакалавра в Ингольштадтском университете, после чего несколько лет путешествовал, побывав в числе прочих городов в Нюрнберге и Вене, затем был профессором Ингольштадтского университета. В 1497 (по другим данным — в 1503) году Конрад Цельтис, с которым Стабиус познакомился в 1492 году, пригласил учёного в Венский университет.
Около 1500 года разработал картографическую проекцию, которая в дальнейшем была улучшена Иоганнесом Вернером и ныне известна как проекция Вернера или проекция Вернера-Стабиуса.
В 1512 году опубликовал известную книгу «Horoscopion». Ему приписывается изобретение кругового циферблата.
Стабиус был членом венского кружка гуманистов, куда входили известные учёные
Георг Таннштеттер,
Стиборий,
Томас Реш,
Стефан Розинус,
Иоганн Куспиниан и реформатор
Иоахим Вадиан. Многие члены кружка были приближёнными ко двору императора Священной Римской империи Максимилиана I.
В 1514 году поступил на службу при дворе Максимилиана I как советник императора по научным и литературным вопросам, отошёл от научной деятельности. После смерти Максимилиана в 1519 году короткое находился на службе у будущего императора Фердинанда Габсбурга. Умер 1 января 1522 года в Граце.